# Ilie Matei

Mormântul lui Ilie Matei de la Cimitirul Eternitatea din Iași.

Ilie Matei (n. 20 mai 1895, Cernicari, Galați – d. 31 martie 1969, Iași) a fost un chimist român, profesor în cadrul Facultății de Chimie a Universității „Alexandru Ioan Cuza” din Iași și membru corespondent al Academiei Române.
A fost înmormântat la Cimitirul Eternitatea din Iași.

## Biografie
A fost Profesor la Politehnica din Cernăuți.
A fost membru corespondent al Academiei de Științe din România începând cu 28 mai 1938 .

## Distincții
- Medalia „A cincea aniversare a Republicii Populare Române” (24 decembrie 1952) „pentru lupta și munca duse în vederea făuririi, consolidării și prosperării Republicii Populare Române”[2]
- Ordinul Muncii clasa a III-a (14 septembrie 1953)[3]
- Ordinul Muncii clasa a II-a (30 decembrie 1957) „cu ocazia celei de a zecea aniversări a proclamării Republicii Populare Romîne și pentru merite deosebite în îndeplinirea sarcinilor date de Partidul Muncitoresc Romîn, pentru merite deosebite pe tărîmul construcției de stat, economice, sociale, culturale și obștești”[4]
- titlul de „Profesor Emerit al Republicii Populare Romîne” (18 august 1964) „pentru activitate deosebită în domeniul cercetării științifice și contribuție la dezvoltarea învățămîntului superior”[5]
- Ordinul „Meritul Științific” clasa a II-a (26 septembrie 1966) „pentru merite deosebite în activitatea științifică, cu prilejul Centenarului Academiei Republicii Socialiste România”[6]

## Fotogalerie

Mormântul lui Ilie Matei de la Cimitirul Eternitatea din Iaşi.